# 全国言論労働組合
全国言論労働組合（전국언론노동조합）は、大韓民国の新聞、放送などのメディア業界の労働組合が加盟する上部組織。1988年11月に創立された全国言論労働組合連盟を改組し、2000年に誕生した。KBS（韓国放送）、MBC（文化放送）とSBS（ソウル放送）の各労組が中心だが、EBS労組、CBS労組などの放送局に加え、ハンギョレ新聞や京郷新聞の一部中央日刊紙や地方紙の労組も加盟する。KBS、MBC、SBSでは多数派組合を形成している。
言論労組は韓国プロデューサー (PD) 連合会、韓国記者協会と共同で統一言論賞を選定し毎年10月、授賞している。言論労組の機関紙は「言論労報」（隔週）。

## 沿革
- 1988年11月24日 - 各労組の上部組織として全国言論労働組合連盟（言論労連）が創設される。
- 1988年 - 大韓民国労働部は言論労連設立申告書を棄却し、不法団体に規定。
- 1989年 - 李泳禧（ハンギョレ論説顧問＝当時）拘束事件、京郷新聞労組幹部解雇事件に対し、反対闘争を展開。
- 1990年 - 盧泰愚政権の息のかかった（＝天下り人事）と疑われたソ・ギウォン社長に反対し、KBS（韓国放送公社）労組がストライキ
- 1992年 - MBC社長にキム・ヨンスが就任したのに反対し、MBC労組がストライキ。この際、パク・ヨンチュク、ソン・ソクフェらが拘束される。
- 1992年12月 - 韓国最高裁判所が言論労連を合法とする確定判決を出す。
- 1999年 - 「民主放送法争取連帯ゼネスト」が行われる。
- 2000年 - 産別労組に転換し、全国言論労働組合に（初代委員長チェ・ムンスン）。
- 2001年6月 - 「新聞改革争取闘争」が行われる。
- 2004年 - 韓国で新聞法が制定。
- 2006年 - 米韓FTA阻止ゼネストを展開。
- 2007年 - 言論労組会計不正事件が発覚し、言論労組改革協議会が発足。KBS、韓国経済テレビの各労組が言論労組を脱退。
- 2008年11月24日 - 創立20周年記念式典
- 2008年12月26日 - 韓国の与党ハンナラ党提出の放送関連7法の改正案に反対し、ゼネストに突入。7法は新聞法、放送法、情報通信網法、言論仲裁法、インターネットマルチメディア放送事業法、電波法、デジタル転換特別法で、新聞社の放送局への関与を認める方向性を持つ。
- 2012年1月30日 - MBC労組（全国言論労組MBC本部）、現社長の退陣と「公正な報道の回復」を求めてストライキに突入[1]。
- 2012年2月24日 - KBS新労組（全国言論労組韓国放送本部）、現社長の退陣と公正な報道を求めて3月6日からのスト突入を決定[2]。
- 2012年3月17日 - 放送3社（MBC労組・KBS新労組・YTN労組）ストライキ支援コンサート[3]

## スト

### ストの影響
- KBS、MBC、SBSでは多数派を形成しており、人事などでも労働組合の影響力が強く「労営放送」（労組が運営する放送）と批判されることがある[4]。
- 加盟する最大労組であるMBCでは影響も大きい。例えば2008年のストでは、朝鮮日報（電子版）によると、朝のニュース番組の司会が急遽、非組合員になったり、夜もアンカーが一人になるなどした。またバラエティ番組も再放送に切り替え、CMの単価も20パーセント減額したという。
- 同じく08年の例では、SBSの組合員の一部のアンカーが喪服姿で番組に登場した。これは李明博大統領の側近が社長に就任したYTN（ニュース専門局）で同年10月、労組が反発し行った「喪服放送」にならったもので、YTNはこの際、韓国の放送通信審議委員会から視聴者に謝罪するよう警告を受けている。

### ストに対する韓国政府の反応
～2008年の放送法改正反対ストでは～

　朝鮮日報（電子版）によると、韓国政府は「違法スト」とみなしている。
- 文化体育観光省の申載旻第2次官「公営放送を自任する放送会社の労組が、国会の立法活動に対し政治闘争を繰り広げストを行うというのは正当化できない。これは、韓国国民の財産である電波を放送会社の私的利益のために私物化する行為だ」
- 労働省「言論労組のストは“勤労条件の決定”に関する事項ではないため、違法ストに当たり、労働関係法上の保護も受けられない」

## 提携
国際記者連盟 (IFJ) と国際労組ネットワーク (UNI) に正式加入して活動している。また日本新聞労働組合連合（日本新聞労連）、日本マスコミ文化情報労組会議 (MIC) と定期的に交流している。

## 公式ホームページ
- 全国言論労働組合